# Tinagaran Baskeran
Tinagaran Baskeran (Malasia; 2 de abril de 1991 – 8 de mayo de 2023) fue un futbolista malasio que jugó en la posición de defensa central.

## Carrera

### Club
| Periodo   | Club                  |
| --------- | --------------------- |
| 2011-2015 | Penang FA             |
| 2015-2019 | Petaling Jaya City FC |

### Retiro y muerte
Se retira del fútbol profesional en noviembre de 2019 debido a que ya se encontraba en la fase 4 del cáncer de hueso que padecía, y que le provocaría la muerte el 8 de mayo de 2023.

## Logros
- Liga FAM (2): 2013, 2016